# Lorenzo Lapage
Lorenzo Lapage (né le 14 avril 1966 à Opbrakel) est un coureur cycliste et directeur sportif belge. Coureur professionnel de 1989 à 2002, il est ensuite devenu directeur sportif. Il exerce cette fonction au sein de l'équipe australienne Mitchelton-Scott depuis 2012.

## Biographie
Il est le fils de Nicolas Lapage, cycliste professionnel durant les années 1950 et 1960, et le beau-fils du footballeur Paul Van Himst.
Professionnel de 1989 à 2002, il s'illustre principalement sur piste avec des titres de champion de Belgique de poursuite en 1989 et de la course aux points en 1994. En 2002, il est contrôlé positif à l'éphédrine lors de la dernière compétition de sa carrière, les Six jours de Gand. Il sera disqualifié.
En 2003, il intègre l'encadrement de l'équipe US Postal, qui devient ensuite Discovery Channel. En 2009, il est directeur sportif de l'équipe américaine Rock Racing. En 2010 et 2011, il exerce cette fonction chez Astana, où il retrouve Johan Bruyneel, qui dirigeait l'US Postal. De 2012 à 2021, il est directeur sportif au sein de l'équipe australienne Orica-BikeExchange. En 2023, il rejoint Intermarché.

## Palmarès sur piste

### Championnats d'Europe
- 1995
  - 3e du championnat d'Europe de l'américaine

### Championnats nationaux
- 1984
  -  Champion de Belgique de poursuite juniors
  - 3e du championnat de Belgique du kilomètre juniors
- 1985
  -  Champion de Belgique de poursuite par équipes amateurs[n 6]
- 1986
  -  Champion de Belgique de course derrière derny amateurs
  - 3e du championnat de Belgique de poursuite amateurs
- 1987
  -  Champion de Belgique de l'américaine amateurs (avec Johan Bruyneel)
- 1988
  -  Champion de Belgique de poursuite par équipes amateurs[n 7]
  - 2e du championnat de Belgique de l'américaine amateurs
- 1989
  -  Champion de Belgique de poursuite
- 1994
  -  Champion de Belgique de la course aux points
- 1995
  - 2e du championnat de Belgique de la course aux points

## Palmarès sur route

### Par année
- 1987
  - 2e du Circuit des régions flamandes
- 1988
  - Bruxelles-Opwijk
  - Grand Prix Victor Bodson

### Résultats sur les grands tours

#### Tour d'Espagne
1 participation
- 1992 : abandon (14e étape)